# Réserve naturelle des landes d'Helfaut

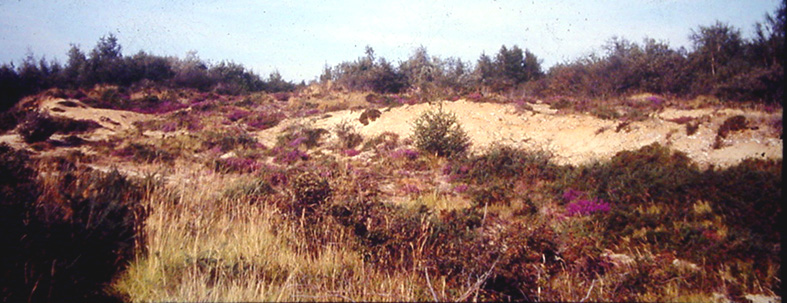
paysage de lande à bruyère callune, extrémité ouest du « Plateau d'Helfaut », fin des années 1980

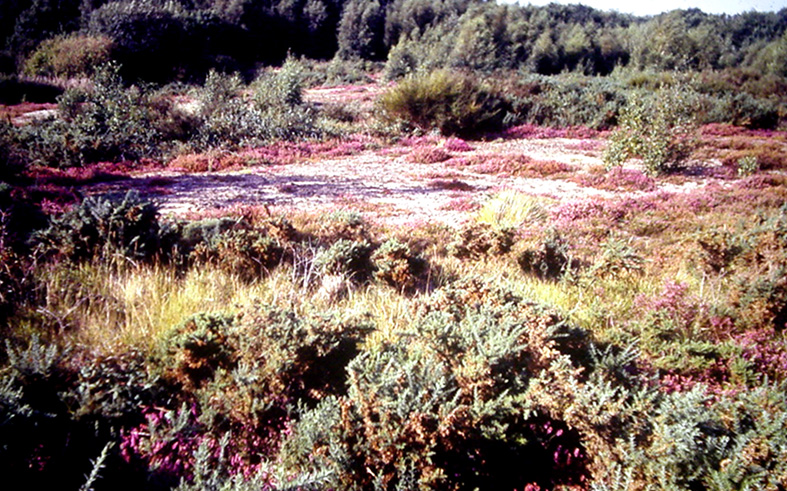
Dans les années 1980, la lande était déjà devenue très relictuelle, victime de l'urbanisation d'une part et du boisement de l'autre

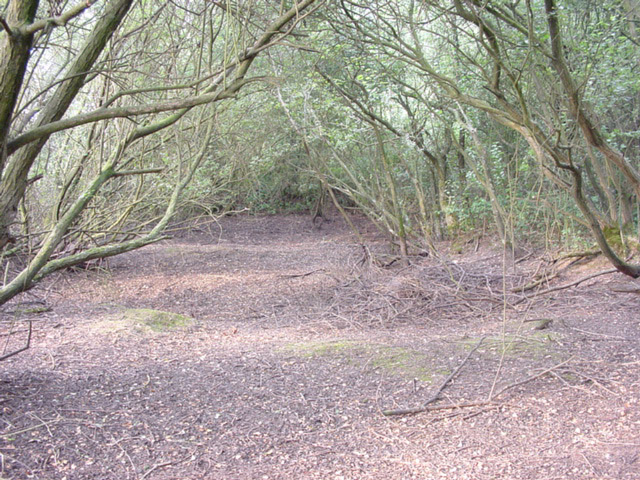
Mare de sous-bois (saulaie) asséchée l’été 2001. Le saule qui évapotranspire beaucoup d'eau contribue lui-même à assécher le milieu

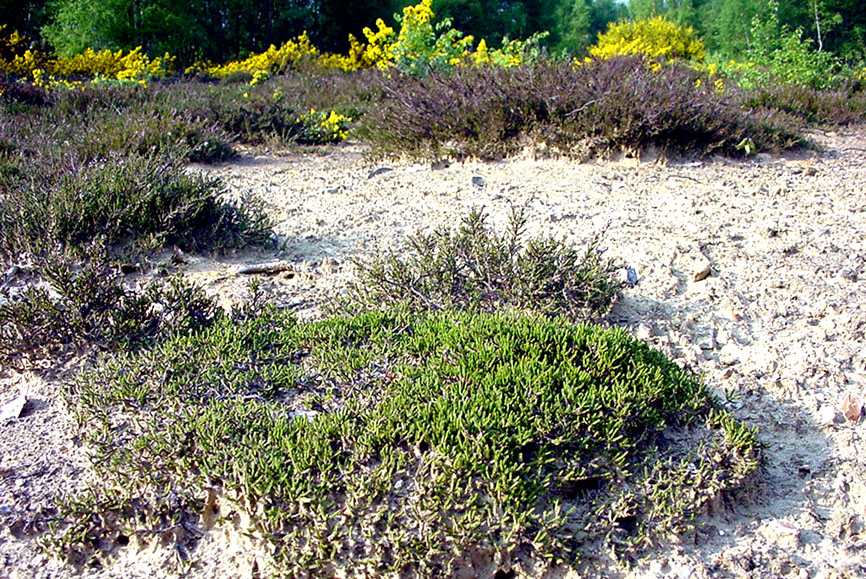
Sur substrat sableux, acide et très pauvre (oligotrophe), on distingue ici l'impact du broutage par les lapins et l'arrivée des ajoncs, légumineuses qui vont enrichir le sol en azote et permettre l'apparition de graminées puis d'arbres, si le manque d'eau ne les élimine pas régulièrement à la suite des incendies

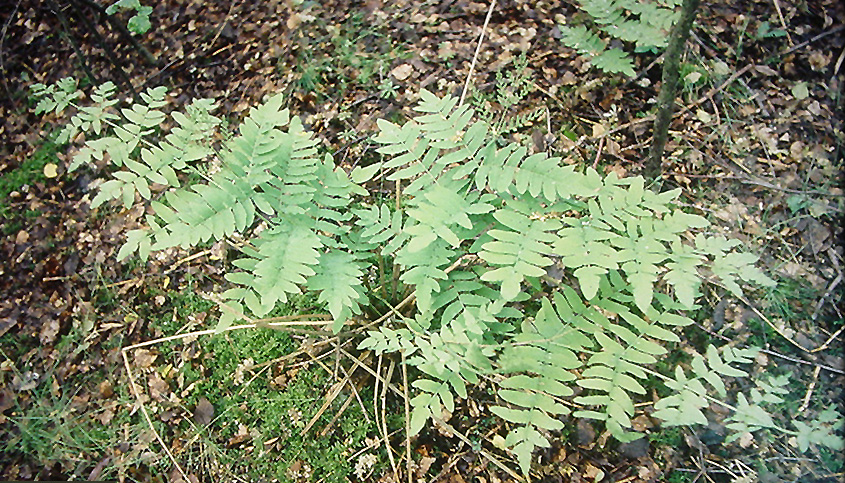
Osmonde royale, espèce très rare dans cette région, en forte régression sur le plateau d'Helfaut (disparue ?) ici photographiée près de l'actuelle entrée de la réserve naturelle, avant sa disparition

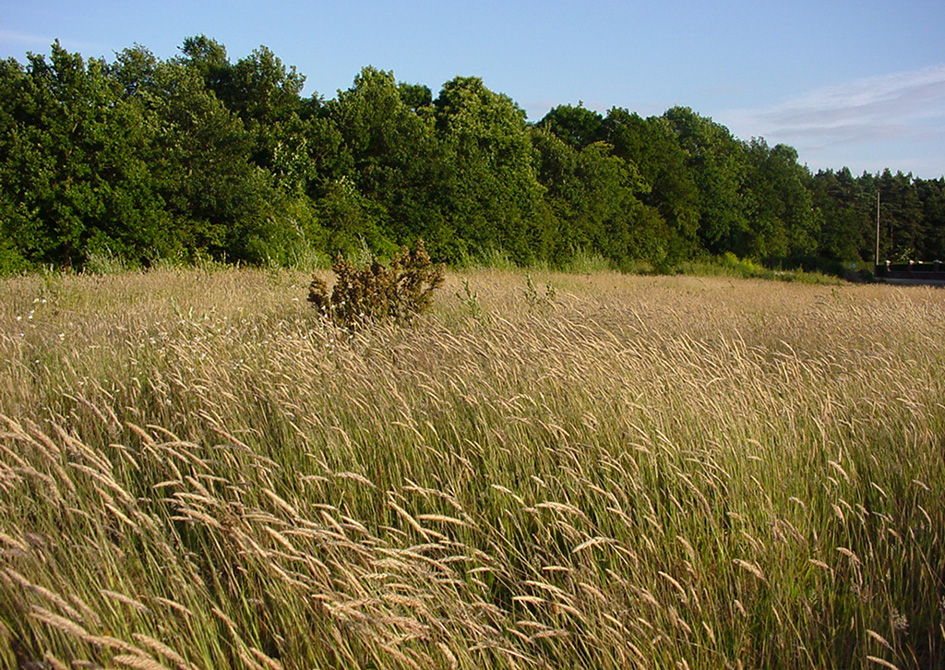
Sur le même sol que celui de la photo ci-dessus, un autre stade sub-pionnier se manifeste, avec le développement presque monospécifique de graminées (un ajonc est visible au centre), sur un sol sableux et acide importé

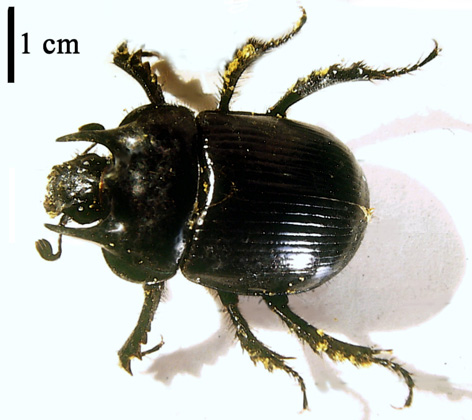
Coléoptère (bousier) fouisseur, en forte régression, mais autrefois fréquent sur le plateau d'Helfaut, notamment dans sa partie ouest

La réserve naturelle des Landes d'Helfaut (RNR106) est l'une des anciennes réserves naturelles volontaires (devenues réserves naturelles régionales) de la région Nord-Pas-de-Calais et l'une des quatre de ces réserves mises en place en guide de mesure compensatoires à la fragmentation du plateau d'Helfaut par la VNVA (Voie nouvelle de la vallée de l'Aa) ou « Contournement d'Heuringhem ». Déclassée à la suite de la loi Démocratie de proximité de 2002, elle fait désormais partie de la Réserve naturelle régionale du plateau des landes.

## Localisation
- Partie ouest du plateau d'Helfaut, commune d'Helfaut, dans le département du Pas-de-Calais, France, sur la commune de Helfaut.

## Gestionnaire
Eden62, syndicat mixte créé par le conseil général du Pas-de-Calais pour gérer les espaces naturels sensibles acquis grâce à la TDENS.

## Histoire du site et de la réserve
C'est un site qui a plusieurs fois été bouleversé ; par la construction d'un hôpital, de lotissements, d'un boisement artificiel de résineux qui a fortement fait régresser la lande à bruyère, par l'exploitation de gravières à silex, qui se sont industrialisées au XXe siècle, mais surtout par l'intense bombardement justifié par la construction d'un blockhaus géant destiné à abriter la construction de missiles V1 lors de la Seconde Guerre mondiale. Le drainage du plateau, associé au recul du lièvre et surtout du lapin autrefois très présent dans ce secteur ont favorisé le boisement de milieux autrefois ouverts notamment riches d'une lande à bruyère et de nombreuses espèces rares à très rares dans le nord de la France.
La réserve malgré les propositions de la DIREN et du conseil régional n'a pas inclus le site dit de la Colonne d'Helfaut qui abritait autrefois des milieux remarquables (lande rase à bruyère sur sol sableux oligotrophe notamment).

## Galerie de photo

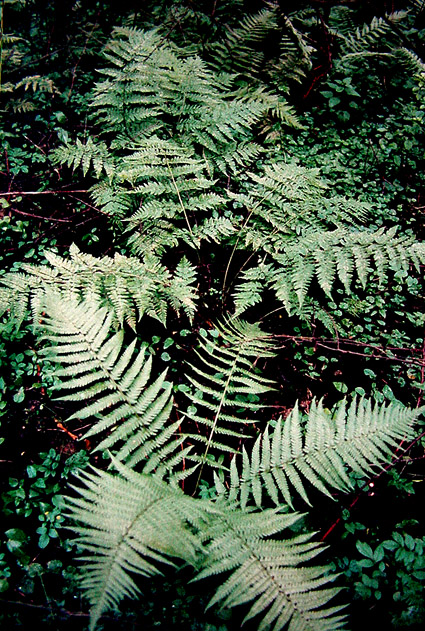
FougèresSous-Bois Mont à car (hors réserve naturelle)